# Allesse
Le allesse sono una ricetta tipica della cucina napoletana più povera. Si tratta di castagne sbucciate e lessate con foglie di alloro ed un pizzico di sale, consumate prevalentemente per la prima colazione.
Non vanno confuse con i palluòtte, o palluòttole, che sono sì lessate, ma con tutta la buccia, che talvolta si usava aggiungere in una pentola di allesse.

## Usi figurati
Il termine cuoppo allesse (cartoccio di allesse), o anche solamente cuoppo, in napoletano viene usato in senso dispregiativo verso una persona, in particolare ad una donna sgraziata. Analogamente, il termine scampolo d'allesse è stato usato da Roberto De Simone ne La gatta Cenerentola.